# Зграда у ул. Максима Горког 1 у Јагодини
Зграда у ул. Максима Горког 1 у Јагодини представља непокретно културно добро као споменик културе, одлуком СО Светозарево бр. 011-118/87-01 од 24. децембра 1987. године.
Зграда у улици Максима Горког бр. 1 у Јагодини позната као „Дом јагодинских трговаца”, саграђена је 1932. године са обележјем српско- византијске архитектуре, по пројекту Момира Коруновића. Грађена је као јединствен грађевинско-архитектонски склоп, постављен на регулационим линијама трију улица. Зграда је првобитно имала приземље и спрат али је 1970. године подигнут још један спрат. Том приликом изгубљена је и богата фасадна пластика. Улично прочеље рашчлањено је на виши, централни блок и на ниже, бочне заобљене трактове. 
Приземље није посебно орнаментисано, његова декорација се своди на капителе пиластара и стубаца на улазном трему. Спрат има богату архитектонску декорацију. Између прозорских низова налази се крстасти украс са кругом у центру. Изнад веома истакнутог поткровног венца налази се низ ригљастих зубаца различите висине. За разлику од правоугаоних отвора у приземљу, отвори на спрату су лучног облика, уоквирени архиволтама. На фасади долазе до изражаја тамно- светли контрасти. Томе доприносе богата декорација и дубоки улазни трем. У приземљу су се налазили локали за издавање, а на спрату канцеларије и велика сала за свечаности и забаве.